# Лёгкие крейсера типа «Каллиопа»
Лёгкие крейсера типа «Каллиопа» — тип лёгких крейсеров Королевского военно-морского флота Великобритании времён Первой мировой войны. Стали развитием 1-й серии крейсеров типа — «Кэролайн». Всего построено 8 единиц, разделённых на три группы: «Каллиопа» (Calliope), «Чемпион» (Champion), «Кэмбриен» (Cambrian), «Кэнтербери» (Canterbury), «Кастор» (Castor), «Констанс» (Constance), «Сентаур» (Centaur), «Конкорд» (Concord). Их усовершенствованной версией стали крейсера типа «Каледон».

## Служба
1-я группа:
«Каллиопа» — заложен 1 января 1914 г., спущен 17 декабря 1914 г., вошёл в строй в июне 1915 г.
«Чемпион» — заложен 9 марта 1914 г., спущен 29 мая 1915 г., вошёл в строй в декабре 1915 г.
2-я группа:

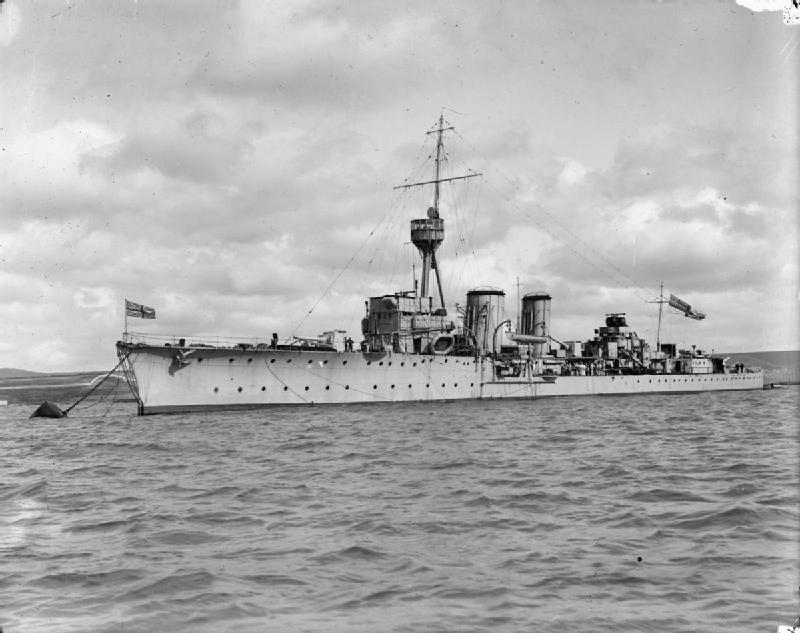
Лёгкий крейсер «Кэнтербери»

«Кэмбриен» — заложен 8 декабря 1914 г., спущен 3 марта 1916 г., вошёл в строй в мае 1916 г.
«Кентербери» — заложен 14 октября 1914 г., спущен 21 декабря 1915 г., вошёл в строй в мае 1916 г.
«Кастор» — заложен 28 октября 1914 г., спущен 28 июля 1915 г., вошёл в строй в ноябре 1915 г.
«Констанс» — заложен 25 января 1915 г., спущен 12 сентября 1915 г., вошёл в строй в январе 1916 г.
3-я группа:
«Сентаур» — заложен 24 января 1915 г., спущен 6 января 1916 г., вошёл в строй в августе 1916 г.
«Конкорд» — заложен 1 февраля 1915 г., спущен 1 апреля 1916 г., вошёл в строй в декабре 1916 г.